# (2323) Zverev
(2323) Zverev es un asteroide perteneciente al cinturón de asteroides, descubierto el 24 de septiembre de 1976 por Nikolái Stepánovich Chernyj desde el Observatorio Astrofísico de Crimea (República de Crimea).

## Designación y nombre
Designado provisionalmente como 1976 SF2. Fue nombrado Zverev en honor al astrónomo soviético Mitrofán Stepánovich Zvérev.